# Кејви
Кејви (рус. Ке́йвы; од фин. kivi/ камен) брдско је подручје које се протеже дужином од неких 200 километара у источном делу Кољског полуострва на подручју Мурманске области Русије. Највиша тачка узвишења је брдо Јагељурта које лежи на надморској висини од 398 метара. Брдски систем Кејви налази се источно од језера Умбозеро и представља развође између басена река Поној на југу и Јоканге на северу, а обе реке започињу свој ток управо на овом подручју (изворишта су им удаљена свега неколико километара). Речне долине на овом подручју имају облике кањона и клисура. Подручје је обрасло маховинама и лишајевима.
Област се налази у прелазној климатској зони од субарктичке маритимне до умерено хладне климе. Просечне јануарске температуре ваздуха имају вредности од -10 до -14 °C, док су јулски просеци у вредностима од +9 до +12 °C. Зиме су дуге са честим мећавама и олујним ударима ветрова, док су лета кратка, прохладна и влажна. Продори хладног ваздуха и снежне падавине нису неуобичајена појава ни усред лета. Тло је у зони пермафроста.
На овом подручју се налазе знатне залихе литијума, берилијума, цезијума, итријума, и других ретких метала.